# Oroslavje
Oroslavje is een stad en gemeente in Kroatië, in de provincie Krapina-Zagorje. In 2001 telde de gemeente 6253 inwoners. Bijna de gehele bevolking bestaat uit Kroaten.